# Castello di Écours
Il castello di Écours (pron. fr. AFI: [ekuʁ] - in francese, Château d'Écours), detto anche torre di Lescours o di Les Cours, oppure, in francese, Château de Lescours o Château des Cours, è uno dei castelli della Valle d'Aosta, posto nella frazione di Écours nel comune di La Salle, in Valle d'Aosta.

## Toponimo
Le versioni del toponimo sono dovute alle diverse maniere di ortografarlo in lingua francese.

## Storia

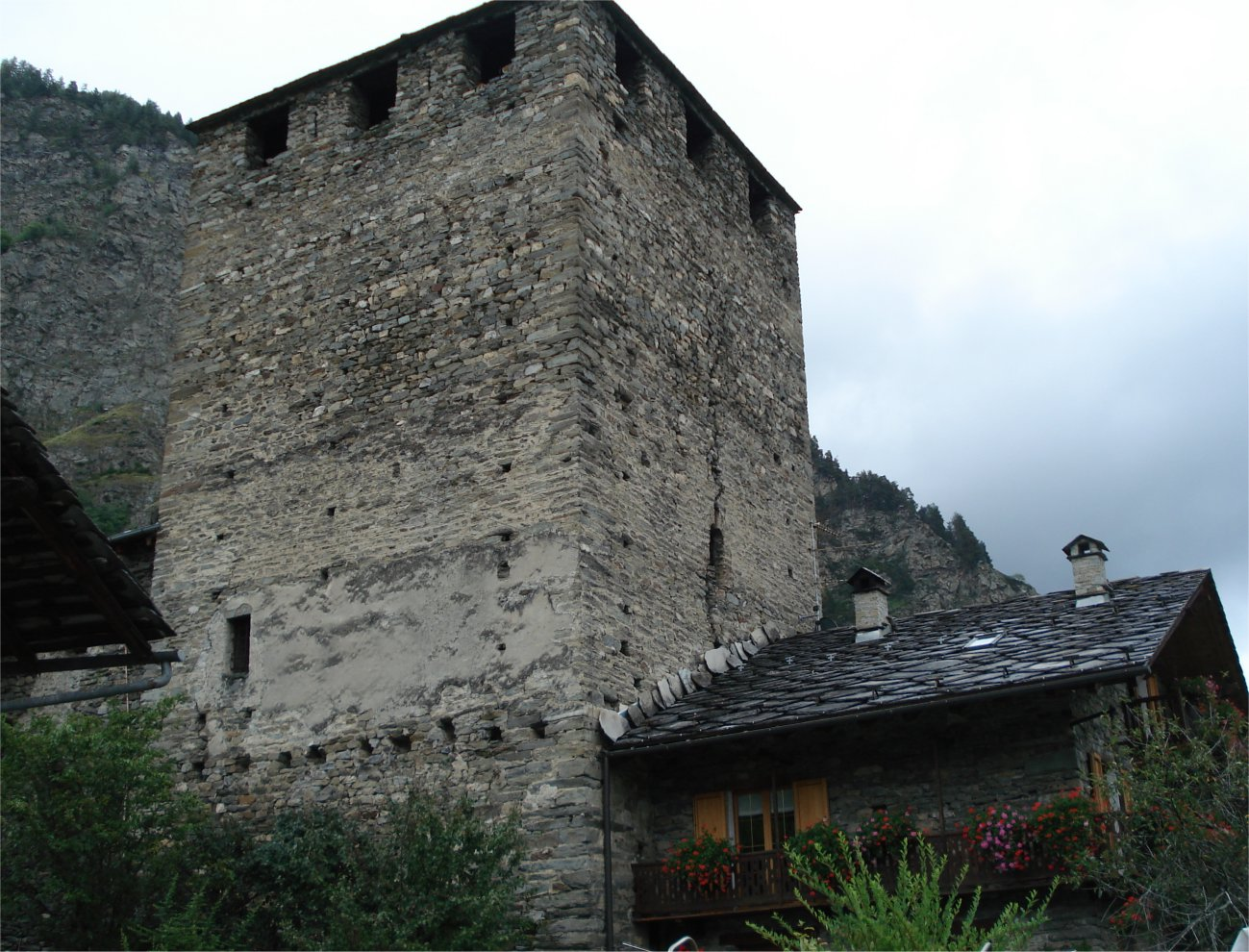
Il castello di Écours

Il castello venne fatto costruire sul finire del XII secolo dalla famiglia aristocratica di origine notarile Lescours (de Curiis, o Les Cours), che già dal 1430 infeudò una parte dei propri possedimenti alla famiglia Châtelard, incluso il castello.
Secondo la tradizione, nel 1224 vi nacque Papa Innocenzo V, nato Pierre de Tarentaise e appartenente alla nobile famiglia Les Cours, ma alcuni studiosi, tra cui Aimé-Pierre Frutaz, non confermano questa ipotesi.
Nel 1551 il castello venne definitivamente venduto alla famiglia Bozel e nello stesso secolo pervenne poi come cosignoria alle famiglie Gal e Malliet. Nel Seicento la proprietà passò in blocco alla famiglia Passerin che la mantenne sino al 1730.

## Descrizione

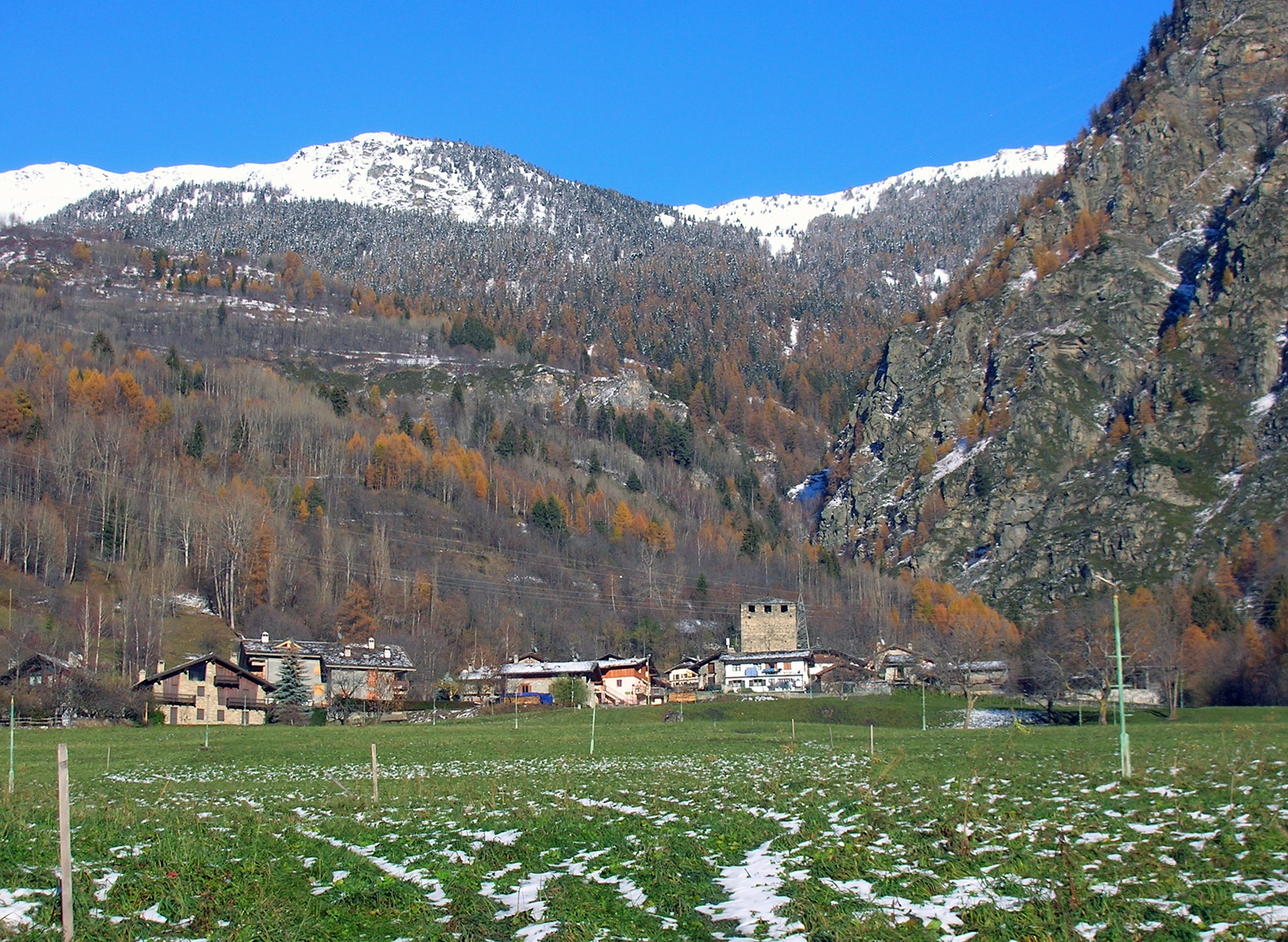
La frazione di Écours, a La Salle, dominata dalla torre.

Della struttura originaria, risalente all'epoca dei Lescours, si è conservata oggi la principale torre a pianta quadra e un breve tratto dell'antica cinta muraria del complesso. Il popolare nome di Torre di Lescours, infatti, deriva proprio dal fatto che la parte più evidente è ancora oggi l'antica torre medioevale.
La frazione omonima in cui sorge la torre si trova a 1090 m s.l.m.
Nel Settecento, all'epoca dello storico Jean-Baptiste de Tillier era parzialmente in rovina. Il de Tillier ipotizza che, come altri manieri valdostani, venne fatta distruggere per la cattiva condotta dei proprietari.
Fino a pochi anni fa si conservavano alcuni affreschi nella sala che fu probabilmente la cappella interna del castello signorile.
Secondo Mauro Cortellazzo che riprende il Lange, la Torre di Lescours presenta alcune importanti analogie costruttive con altre torri valdostane costruite in piano, come lo spessore delle mura di 2 metri alla base:
Le mura dai 2 metri della base si vanno assottigliando verso il tetto, fino allo spessore di 80 cm. La torre, completamente vuota, è coperta da un tetto in lose.